# Pakicetus
Genre
Pakicetus est un genre éteint de cétacés, appartenant à la famille des pakicétidés, mammifères terrestres ongulés disparus, considérés comme les plus anciens ancêtres connus des cétacés modernes. Il a vécu au Pakistan au cours de l'Éocène il y a environ entre 55 et 40 Ma.
Initialement, on pensait que les ancêtres des cétacés se trouvaient parmi les mésonychidés, des ongulés carnivores et charognards.

## Découvertes fossiles
Au cours des années 1990, des analyses génétiques ont montré que les cétacés sont très proches d'autres ongulés : les artiodactyles. Ces informations se trouvent confirmées par la morphologie, très particulière, des chevilles d'un fossile du début de l'Éocène découvert au Pakistan : le Pakicetus, découvert en 1983. C'est un mammifère terrestre carnivore. Son astragale possède une double poulie, caractéristique des artiodactyles, ce qui démontre que les cétacés n'ont pas évolué à partir des mésonychidés mais après une différenciation au sein des artiodactyles (peut-être Chriacus ?). Les artiodactyles ont alors été rebaptisés cetartiodactyles.

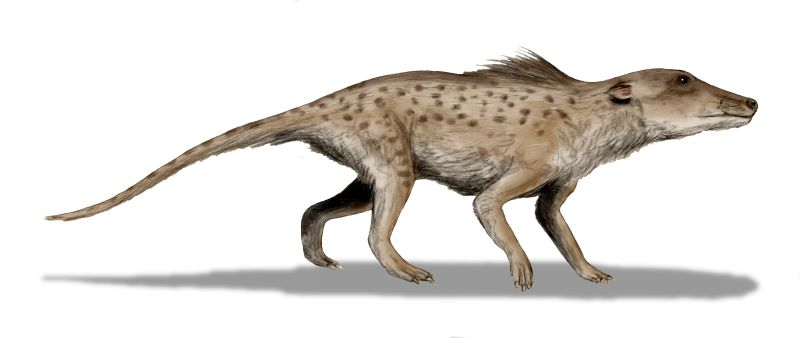
Restitution paléoartistique de Pakicetus par Nobu Tamura.

La déduction la plus déroutante de ces deux découvertes est que les artiodactyles auraient perdu leurs dents caractéristiques de carnivores charognards, en devenant plus tard herbivores ou piscivores.
On a découvert ensuite plusieurs groupes d'espèces similaires au Pakicetus inachus de la taille d'un renard à celle d'un loup : elles ont été regroupées dans la famille des pakicétidés. Certains auteurs les classent parmi les cétacés dans le sous-ordre des archéocétis. Les fossiles de cette famille ont été datés de 55 à 40 Ma.
Pakicetus pourrait être un ancêtre terrestre d'Ambulocetus, animal amphibie lui-même ancêtre possible des cétacés déjà marins comme Basilosaurus, qui conserve des membres postérieurs vestigiaux. Par ce biais Pakicetus serait l'ancêtre des baleines et des cétacés actuels.